# Eric Dill
Eric Dill (ur. 10 lutego 1981 w stanie Indiana, w mieście Indianapolis, w USA) – amerykański piosenkarz i aktor, były wokalista grupy The Click Five.
Razem z Chrisem Daughtry, Chadem Kroegerem z zespołu Nickelback oraz Runem Westbergiem nagrali piosenkę "No Surprise" która była pierwszym singlem zapowiadającym płytę Leave This Town. Eric ma na koncie singiel "Just the Girl", napisany przez Adama Schlesingera, który znajduje się na płycie zespołu The Click Five. Piosenka uplasowała się na 11. miejscu według jednej z największych amerykańskich list przebojów Billboard Hot 100. Eric wziął udział w filmie poświęconym The Click Five. Film pt. Przebojowe porwanie, powstał w 2007 i wzięli w nim udział członkowie byłego zespołu Erica. Został on nakręcony w Juan Diego Catholic High School w Draper oraz w Hillcrest High School w Midave w stanie Utah w USA. Eric pojawił się w 8 odcinku 7 sezonu popularnego programu Punk'd nadawanego w MTV.